# عقرب سوطي أبيض الذيل
عقرب سوطي أبيض الذيل (الاسم العلمي: Thelyphonus leucurus) هو نوع من العنكبوتيات يتبع جنس العقرب السوطي من الفصيلة العقارب السوطية.